# Gerd Antos

Gerd Antos in Halle (2009)

Gerd Antos (* 1. Januar 1949 in Markersdorf) ist ein deutscher Sprachwissenschaftler mit dem Arbeitsschwerpunkt Angewandte Linguistik. Zwischen 1993 und 2015 war er Professor für Germanistische Sprachwissenschaft an der Martin-Luther-Universität Halle-Wittenberg. 2006 wurde er zum Ehrenprofessor am Germanistischen Institut der Philosophischen Fakultät der Pannonischen Universität Veszprém (Ungarn) ernannt.
Seit seinem Ruhestand lebt er in Erlangen. Aktuelle Arbeitsschwerpunkte: Wissenskommunikation, Sprache in der Digitalkultur und „Rhetorik der Selbstverzauberung“ (Buchprojekt).

## Leben
Gerd Antos studierte von 1969 bis 1973 Germanistik, Philosophie und Geschichte an der Friedrich-Alexander-Universität in Erlangen-Nürnberg. Danach war er als wissenschaftlicher Mitarbeiter und ab 1976 als „Lehrkraft für besondere Aufgaben“ am Lehrstuhl für Gegenwartsdeutsch an der Universität des Saarlandes angestellt. Er promovierte 1980 über „Grundlagen einer Theorie des Formulierens. Textherstellung in geschriebener und gesprochener Sprache“. Die Habilitation folgte 1992 mit einer Arbeit über „Laien-Linguistik. Studien zu Sprach- und Kommunikationsproblemen im Alltag. Am Beispiel von Sprachratgebern und Kommunikationstrainings“ mit der Venia legendi: „Neuere deutsche Sprachwissenschaft und Angewandte Linguistik“.

## Weitere Funktionen und Mitgliedschaften
- Gründungsmitglied des Görlitzer Kreises (Gesellschaft für deutsch-polnische Wissenschaftskooperation) (1992).
- Vizepräsident (1994–1996), Schatzmeister (1996–1998) und Präsident (1998–2002) der Gesellschaft für Angewandte Linguistik.
- Mitgliedschaft im „Internationalen Wissenschaftlichen Rat“ des Institut für Deutsche Sprache (2006).
- Mitglied im Heidelberger Forschungsnetzwerk Sprache und Wissen[2].
- Zentrum für Rechtslinguistik an der Martin-Luther-Universität Halle-Wittenberg (zusammen mit Karin M. Eichhoff-Cyrus) (2008–2015)
- 2008–2015: Gerd Antos, Karlfried Knapp (Founding Editors): Handbooks of Applied Linguistics. Communication Competence, Language and Communication Problems, Practical Solutions. [HAL] Mouton de Gruyter, Berlin / New York.[3]
- 2000–2015: Gerd Antos, Sigurd Wichter: Transferwissenschaften. Lang, Frankfurt [u. a.] (Gründungsherausgeber). Weitergeführt von Matthias Ballod, Thorsten Roelcke, Tilo Weber.

## Forschungsschwerpunkte
- Transferwissenschaft
- Sprachkultur
- Wissenstransfer
- Experten-Laien-Kommunikation
- Textlinguistik
- Interkulturelle Literatur

## Schriften
- Grundlagen einer Theorie des Formulierens. Textherstellung in geschriebener und gesprochener Sprache. RGL 39. Niemeyer, Tübingen 1982, ISBN 3-484-31039-1 (Diss.)
- Laien-Linguistik. Studien zu Sprach- und Kommunikationsproblemen im Alltag. Am Beispiel von Sprachratgebern und Kommunikationstrainings. RGL; Bd. 249. Niemeyer, Tübingen 1996, ISBN 3-484-31146-0 (Habil.)
- Zusammen mit Heike Tietz (Hrsg.): Die Zukunft der Textlinguistik. Traditionen – Transformationen – Trends. RGL; Bd. 188. Niemeyer, Tübingen 1997, ISBN 3-484-31188-6
- Zusammen mit Klaus Brinker, Wolfgang Heinemann und Sven F. Sager (Hrsg.): Text- und Gesprächslinguistik / Linguistics of Text and Conversation. Ein internationales Handbuch zeitgenössischer Forschung. HSK 16. 2 Halbbände (1. Halbband: Textlinguistik. 2. Halbband: Gesprächslinguistik). de Gruyter, Berlin [u. a.] 2000/01, ISBN 3-11-013559-0, ISBN 3-11-016918-5
- Zusammen mit Sigurd Wichter (Hrsg.) unter Mitarbeit von Daniela Schütte und Oliver Stenschke: Wissenstransfer zwischen Experten und Laien. Umrisse einer Transferwissenschaft. Transferwissenschaften; Bd. 1. Lang, Frankfurt [u. a.] 2001, ISBN 3-631-36572-1
- Karlfried Knapp unter Mitarbeit von Gerd Antos, Michael Becker-Mrotzek, Arnulf Deppermann, Susanne Göpferich, Joachim Grabowski, Michael Klemm, Claudia Villiger: Angewandte Linguistik. Ein Lehrbuch. UTB 8275. A. Francke Verlag, Tübingen 2004, ISBN 3-7720-3015-7 (3. Auflage 2008)
- Zusammen mit Sigurd Wichter: Transferwissenschaft. Wissenstransfer durch Sprache als gesellschaftliches Problem. Transferwissenschaft; Bd. 3. Lang, Frankfurt/M. 2005, ISBN 3-631-38986-8
- Zusammen mit Tilo Weber (Hrsg.): Transferqualität. Transferwissenschaft; Bd. 4. Lang, Frankfurt [u. a.] 2005, ISBN 3-631-51665-7
- Zusammen mit Andrea Jäger und Malcolm H. Dunn (Hrsg.): Masse Mensch. Das „Wir“ – sprachlich behauptet, ästhetisch inszeniert. Mitteldeutscher Verlag GmbH, Halle 2006, ISBN 978-3-89812-394-5
- Zusammen mit Csaba Földes (Hrsg.): Interkulturalität: Methodenprobleme der Forschung. Beiträge der internationalen Tagung im Germanistischen Institut der Pannonischen Universität Veszprém, 7.–9. Oktober 2004. Iudicium, München 2007, ISBN 978-3-89129-197-9
- Together with Eija Ventola (eds.): Handbook of Interpersonal Communication. In cooperation with Tilo Weber. In: Karlfried Knapp, Gerd Antos (eds.): Handbooks of Applied Linguistics. Mouton de Gruyter, Berlin / New York 2008, ISBN 978-3-11-018830-1
- Zusammen mit Thomas Bremer, Andrea Jäger, Christian Oberländer (Hrsg.): Wahrnehmungskulturen. Erkenntnis – Mimesis – Entertainment. Mitteldeutscher Verlag, Halle 2008, ISBN 978-3-89812-533-8
- Zusammen mit Karin M. Eichhoff-Cyrus (Hrsg.): Verständlichkeit als Bürgerrecht? Die Rechts- und Verwaltungssprache in der öffentlichen Diskussion („Thema Deutsch“, Band 9/2008). Duden, Mannheim 2008, ISBN 978-3-411-04314-9
- Rhetorik und Verständlichkeit. Internationale Jahrbuch für Rhetorik; Bd. 28. Niemeyer, Tübingen 2009, ISBN 978-3-484-60580-0
- Zusammen mit Ulla Fix, Bettina Radeiski (Hrsg.): Rhetorik der Selbsttäuschung. Frank & Timme, Berlin 2014, ISBN 978-3-86596-513-4
- Wenn Roboter „mitreden“ … Brauchen wir eine Disruptions-Forschung in der Linguistik? In: ZGL 45(3), 2017, S. 359–385.
- Zusammen mit Thomas Niehr und Jürgen Spitzmüller (Hrsg.): Sprache im Urteil der Öffentlichkeit (= Handbuchreihe „Sprachwissen“, Band 10). Hrsg. Ekkehard Felder, Andreas Gardt. de Gruyter, Berlin/Boston 2019, ISBN 978-3-11-029577-1
- Zusammen mit Roman Opiłowski und Józef Jarosz (Hrsg.): Online-Diskurse im interkulturellen Gefüge: Wissenstransfer, Öffentlichkeiten, Textsorten (= Studien zur Medien- und Kulturlinguistik, Bd. 1). Peter Lang-Verlag, Berlin 2019, ISBN 978-3-631-77553-0
- Wissenskommunikation. Ausgewählte Aufsätze. Frank & Timme, Berlin 2020, ISBN 978-3-7329-0602-4
- Rhetorik der Selbstverzauberung: Einblicke in Luft- und Lustschlösser unserer Selbstmanipulation. Frank & Timme, Berlin 2021, ISBN 978-3-7329-0776-2